# Красный Бор (Шатковский район)
Кра́сный Бор — посёлок в Шатковском районе Нижегородской области. Административный центр Красноборского сельсовета.

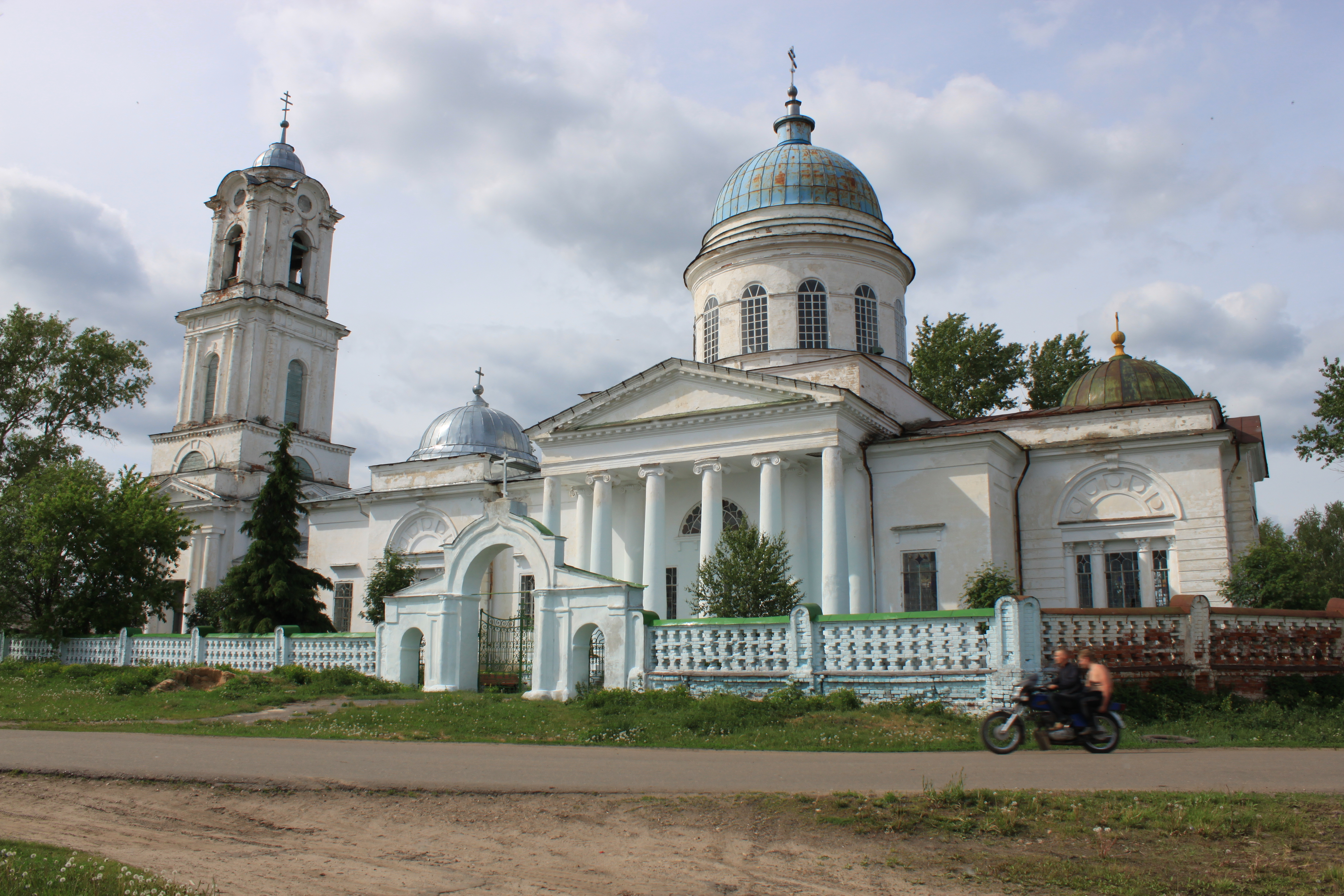
Церковь Троицы Живоначальной

## География
Посёлок находится на левом берегу реки Тёша.

Центральная улица в селе

## История
До 1941 года посёлок носил название Собакино.

## Население
| 2002 | 2010  |
| ---- | ----- |
| 1356 | ↘1286 |

## Улицы
| - ул. Заречная, - ул. Мизонова, - ул. Молодёжная, - ул. Свободы, | - ул. Северная, - ул. Солнечная, - ул. Т. Савичевой, - ул. Центральная. |